# 降板
降板（こうばん）は、野球において、投手がベンチに退くこと。転じて、ある人物が、担当していた役割を辞めること。本項目では、主にテレビ・ラジオ番組や映画・舞台演劇などにおける「降板」について述べる。

## 語源
「降板」は、元来は野球において、投手が別の投手に交代するためマウンドから離れ、ベンチに退くことを指す。「マウンドから降りる」と表現されることも多い。「板」はマウンド中央に設置されている投手板（ピッチャーズプレート）のことを指す。
反対に、投手として試合に出場することを「登板」という。

## 降板の理由
降板となる原因・理由はいくつか挙げられる。

### 出演者・制作スタッフの場合
1. 共演者や他の制作スタッフとの対立。
2. 番組・作品の制作方針などが自身と合わない・気に入らない（1.と関連する場合がある）。
3. 自身の体調不良や高齢化など。
4. 不祥事を起こした。
5. 結婚・妊娠・出産などに伴う引退（局アナの場合は退社）や休業。
6. その他出演者・スタッフ自身（あるいは芸能人の場合は所属事務所、局アナの場合は放送局）の事情・都合。

### スポンサーの場合
1. スポンサーについていた番組・作品内で不祥事が起きた。
2. スポンサー企業自身が不祥事を起こした。
3. 企業そのものの廃業。
4. 倒産に伴う整理の一貫。
5. 契約期間の満了。
6. その他スポンサー企業側の事情（同業種の競合企業のCM出演契約を出演者が結んだ場合など）。

## 降板した場合のその後
- 出演者の場合は、代役を立てるなどして穴を埋めることが多いが、重要な役柄だった場合は打ち切り・お蔵入りとなる場合もある。端役のように少しだけの出演の場合は、出演している箇所がシーンごとカットされたり別シーンに差し替えられることもある。2013年に放送された『リバース〜警視庁捜査一課チームZ〜』のようにビデオスルーという形で日の目を見る場合もある[2]。
- 局アナの場合は、会社・放送局員であることから、労働基準法の関係で通勤できる時間に限りがあり、長時間ワイド番組の担当となった場合、労働時間を整理するため、それ以外の番組は降板となる場合がある。平日帯番組の担当となっている場合、年次有給休暇を同法の規定で必ず取らなくてはいけない関係上、どの番組であっても必ず一時的に降板する週を設けている。
- スポンサー企業の、特に子会社を含んだ不祥事および業務停止命令による一時的な降板の場合、CM枠を公共広告機構→ACジャパンなどに差し替えて対処するが、1社提供番組の場合は番組そのものの存続に関わることも少なくない[3]。
  - スポンサー企業の完全な降板は、すぐに次のスポンサー企業がCM枠を埋めるため、ACジャパンに差し替えることはほぼ無い。全国ネットのテレビ番組で必ずといっていいほどみられる。ラジオ番組ではスポンサー企業が降板[4]した後、間が空くこともよくあり、次のスポンサーが入ってくるまでその企業のCM枠はカットされる。他の放送局の製作番組をネットしているものは、ACジャパンでつなぐこともある。地方局の番組でよくある。